# La Danse de la vie humaine
La Danse de la vie humaine est un tableau réalisé par Nicolas Poussin entre 1633 et 1634. Il s’agit d’une peinture à l'huile sur toile appartenant à l’époque du classicisme et faisant référence à la mythologie. À l’origine nommé « Danse à la musique du temps », ce tableau mesure 82,5 × 104 cm et est exposé à la Wallace Collection, un musée situé à Londres. Il a été réalisé pour le cardinal Rospigliosi, futur pape Clément IX, sur un thème défini par ce dernier. Il est aussi désigné sous le titre La Ronde sur la musique du Temps.

## Description
Au premier plan, quatre figures dansent en rond tandis qu'un vieillard ailé joue de la musique. Ils sont accompagnés de deux amours, l'un avec un sablier, et l'autre créant des bulles de savon. Dans le ciel nuageux apparait le dieu Apollon, debout sur son char, entouré des Heures et de l'Aurore.
Afin d'élaborer sa composition, Nicolas Poussin se serait inspiré des Dionysiaques, épopée antique traduite au XVIIe siècle par Claude Boitet de Frauville. Ce dernier décrit ainsi les quatre saisons : l'hiver porte un linge sur la tête, l'été est vêtue de blanc et tresse ses cheveux, le printemps est couronné de rose, et enfin, l'automne est associé au vin et aux feuilles mortes. Les quatre figures dansantes de Nicolas Poussin correspondent précisément à cette description. Outre la référence aux quatre saisons, ces figures sont aussi une représentation du passage du temps et de la condition humaine.
La Danse de la vie humaine mêle plusieurs thèmes chers à l'artiste : les saisons, le passage du temps ou encore la mythologie. L'artiste créé ainsi une iconographie complexe avec le soutien de son mécène, le cardinal Giulio Rospigliosi. 

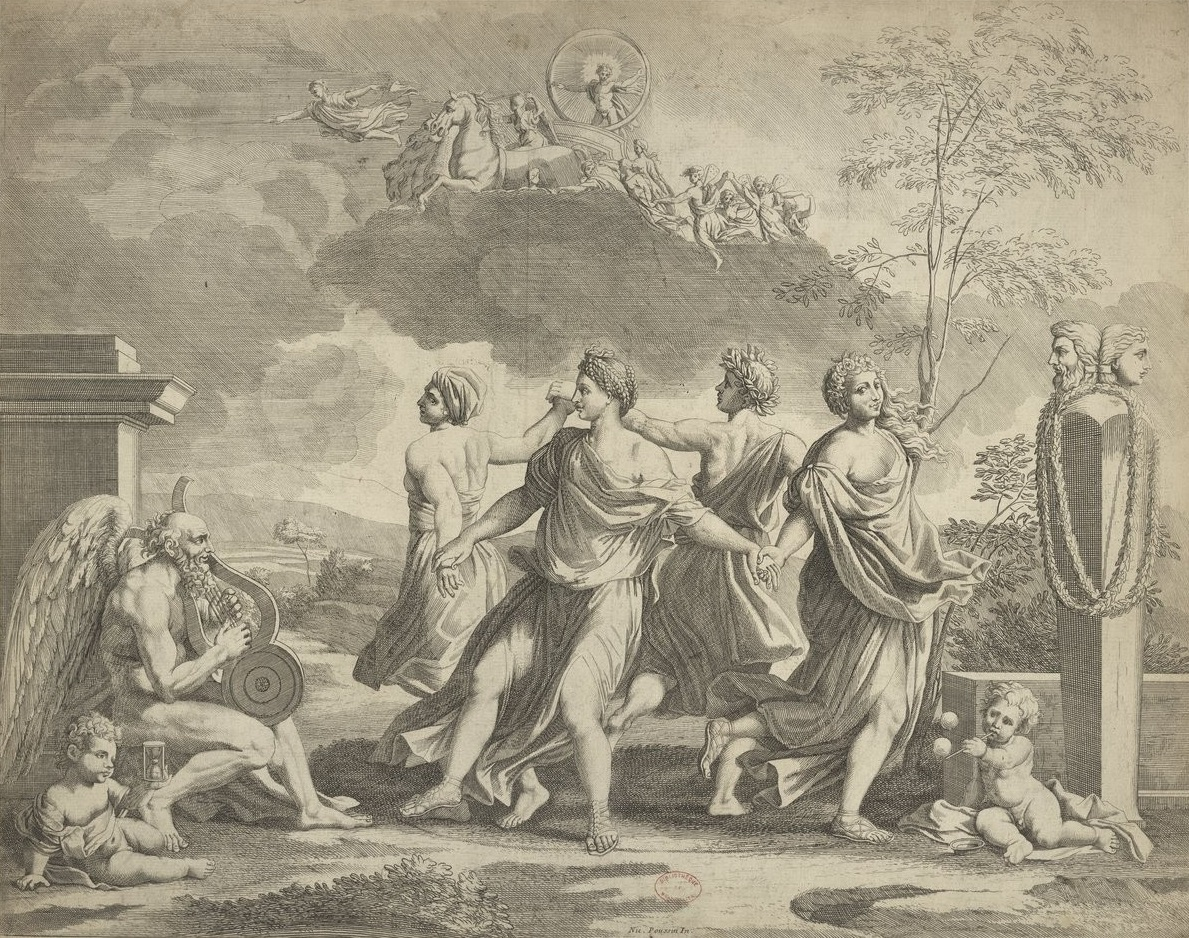
La Danse de la vie humaine, gravure de Jean Dughet.